# Hypseocharis pilgeri
Hypseocharis pilgeri là một loài thực vật có hoa trong họ Mỏ hạc. Loài này được R. Knuth mô tả khoa học đầu tiên năm 1908.